# Star of the Seas
Star of the Seas es un crucero en construcción para Royal Caribbean International y será el segundo crucero de la clase Icon construido. El nombre se anunció el 5 de octubre de 2023. Se espera que entre en servicio el 31 de agosto de 2025 y tendrá su puerto base en Puerto Cañaveral.
El corte de acero para el barco comenzó el 15 de febrero de 2023.
Es buque salido del Finlandia el 17 julio.
El buque ha atracado en la ciudad de Cádiz en julio de 2025 de donde partirá el 27 del mismo mes.